# Alfabeto islandese
L'alfabeto islandese (Íslenska stafrófið) è l'alfabeto utilizzato per la scrittura della lingua islandese.
Costituito da 32 lettere, si basa sull'alfabeto latino, opportunamente modificato ed integrato con simboli che possono indicare i suoni della lingua islandese. Rispetto alle normali lettere presenti anche nell'alfabeto latino, si trovano la lettera Ð (da non confondere con la lettera serbocroata Đ) e la lettera Þ, derivazioni dell'Alfabeto runico. I segni Æ ed Ö sono considerati singole lettere e non legature o versioni diacritiche delle corrispettive lettere.
Le lettere a, á, e, é, i, í, o, ó, u, ú, così come pure la y, presente in due forme, y, ý, sono considerate vocali, mentre le altre lettere sono consonanti.
Le lettere C, W, Q sono utilizzate in islandese solo in parole di origine straniera. La lettera Z, usata fino al 1974, è stata abolita e sostituita dalla S, sebbene il Morgunblaðið, il più importante quotidiano islandese, raramente la utilizzi.

## Le lettere dell'alfabeto

Disposizione delle lettere in una tastiera islandese

| Lettera | Nome      | Pronuncia IPA |
| ------- | --------- | ------------- |
| Aa      | a         | [a]           |
| Áá      | á         | [au̯]          |
| Bb      | bé        | [pjɛ]         |
| Dd      | dé        | [tjɛ]         |
| Ðð      | eð        | [ɛð̠]          |
| Ee      | e         | [ɛ]           |
| Éé      | é         | [jɛ]          |
| Ff      | eff       | [ɛfː]         |
| Gg      | gé        | [cɛ]          |
| Hh      | há        | [hau̯]         |
| Ii      | i         | [ɪ]           |
| Íí      | í         | [i]           |
| Jj      | joð       | [jɔð̠]         |
| Kk      | ká        | [kʰau̯]        |
| Ll      | ell       | [ɛtl̥]         |
| Mm      | emm       | [ɛmː]         |
| Nn      | enn       | [ɛnː]         |
| Oo      | o         | [ɔ]           |
| Óó      | ó         | [ou̯]          |
| Pp      | pé        | [pʰjɛ]        |
| Rr      | err       | [ɛr]          |
| Ss      | ess       | [ɛs]          |
| Tt      | té        | [tʰjɛ]        |
| Uu      | u         | [ʏ]           |
| Úú      | ú         | [u]           |
| Vv      | vaff      | [vafː]        |
| Xx      | ex        | [ɛxs]         |
| Yy      | ypsilon y | [ʏfsɪlɔn ɪ]   |
| Ýý      | ypsilon ý | [ʏfsɪlɔn i]   |
| Zz      | zeta      | [sɛːta]       |
| Þþ      | þorn      | [θ̠ɔrn̥]        |
| Ææ      | æ         | [ai̯]          |
| Öö      | ö         | [œ]           |

## Storia
L'alfabeto islandese si è sviluppato da uno standard codificato nel XIX secolo dal linguista danese Rasmus Rask basandosi sugli standard ortografici codificati nel XII secolo.